# Brustwirbel

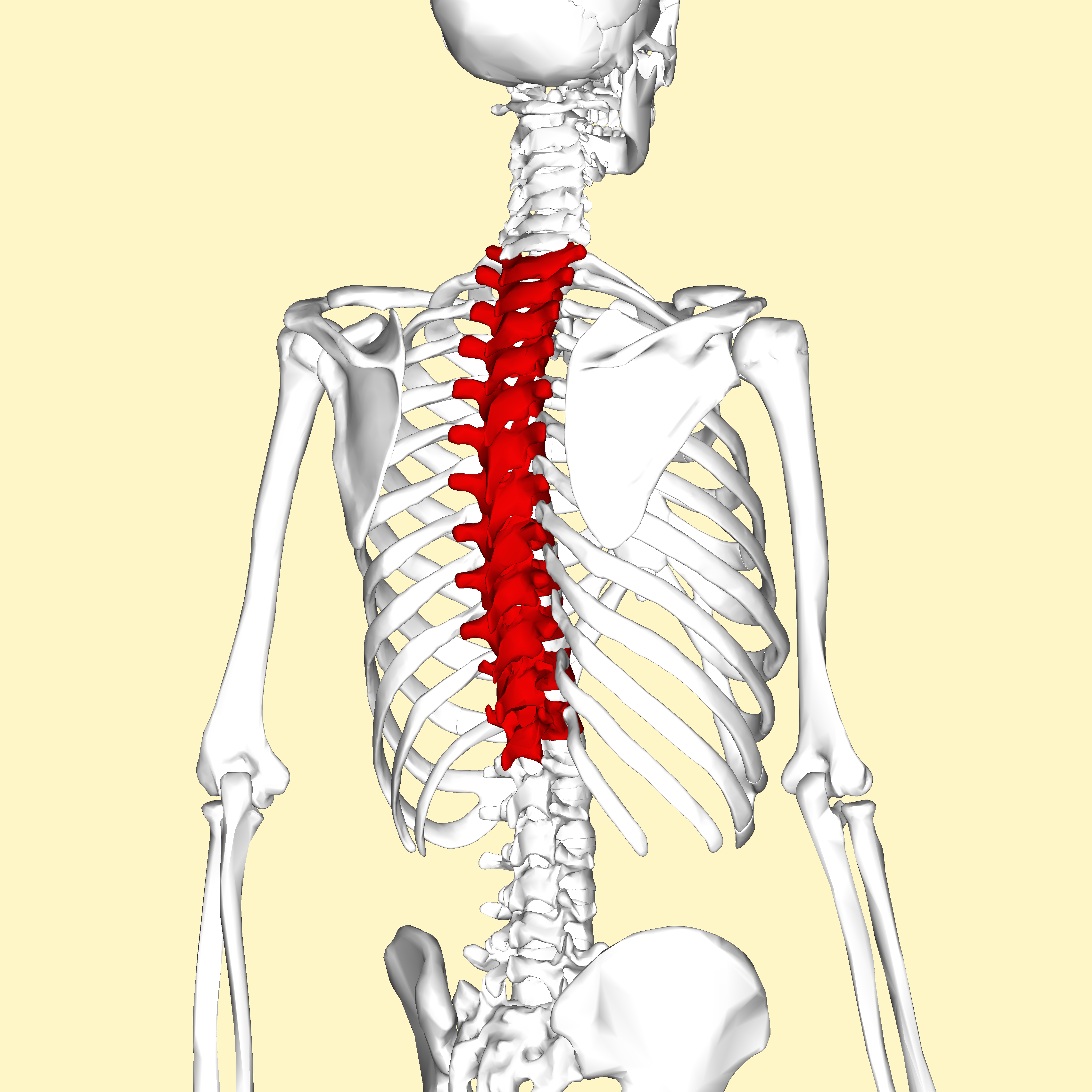
Position der Brustwirbel (rot), die zwölf Knochen Th1, Th2 …, Th12

Die Brustwirbel (lat. Vertebrae thoracicae) sind die knöchernen Elemente der Brustwirbelsäule. Diese Wirbel sind charakterisiert durch ihre Kontaktflächen zu den Rippen (Facies costalis). Der Mensch besitzt 12 Brustwirbel. Sie werden von oben nach unten durchnummeriert. Bezeichnet werden sie nach der lateinischen Schreibweise mit Th1 bis Th12 (Th = thorakal = zugehörig zum Brustkorb).

## Teile eines Brustwirbels
- Wirbelkörper (Corpus vertebrae)

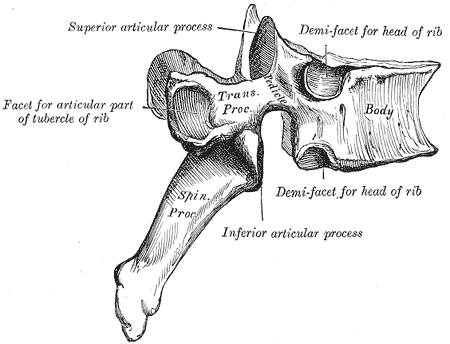
Darstellung von der Seite

- 2 Querfortsätze (Processus transversus)
- Dornfortsatz (Processus spinosus)
- 2 Gelenkfortsätze zum obenliegenden Wirbel (Processus articularis superior)
- 2 Gelenkfortsätze zum untenliegenden Wirbel (Processus articularis inferior)
- Wirbelbogen (Lamina arcus vertebrae)
- Verbindung zwischen Wirbelbogen und Wirbelkörper (Pediculus vertebrae)
- 2 Gelenkflächen zu den Rippen (Facies costalis)

Die Form und Größe der einzelnen Brustwirbel ist unterschiedlich, genauso wie die Ausrichtung der Gelenkflächen und die Ausrichtung der Wirbel im Raum selbst. Die Größe der Wirbelkörper nimmt von kranial (kopfwärts) nach kaudal (schwanzwärts) zu.
Die Dornfortsätze (Processus spinosi) sind am leichtesten am Rücken zu tasten. Sie überlappen dachziegelartig nach unten und stehen daher etwas tiefer als der jeweilig dazugehörige Wirbelkörper.